# Араго (Миннесота)
Араго (англ. Arago) — тауншип в округе Хаббард, Миннесота, США. На 2010 год его население составило 607 человек.

## География
По данным Бюро переписи населения США площадь тауншипа составляет 91,6 км², из которых 80,2 км² занимает суша, а 11,4 км² — вода (12,50 %).

## Демография
По данным переписи населения 2000 года здесь находились 586 человек, 244 домохозяйства и 184 семьи. Плотность населения — 7,3 чел./км². На территории тауншипа расположено 456 построек со средней плотностью 5,7 построек на один квадратный километр. Расовый состав населения: 98,29 % белых, 0,51 % коренных американцев, 0,34 % азиатов, 0,34 % — других рас США и 0,51 % приходится на две или более других рас. Испанцы или латиноамериканцы любой расы составляли 0,51 % от популяции тауншипа.
Из 244 домохозяйств в 23,8 % воспитывались дети до 18 лет, в 69,7 % проживали супружеские пары, в 2,9 % проживали незамужние женщины и в 24,2 % домохозяйств проживали несемейные люди. 18,9 % домохозяйств состояли из одного человека, при том 6,6 % из — одиноких пожилых людей старше 65 лет. Средний размер домохозяйства — 2,40, а семьи — 2,75 человека.
21,2 % населения — младше 18 лет, 3,9 % — в возрасте от 18 до 24 лет, 22,4 % — от 25 до 44, 32,6 % — от 45 до 64, и 20,0 % — старше 65 лет. Средний возраст — 46 лет. На каждые 100 женщин приходилось 107,1 мужчин. На каждые 100 женщин старше 18 приходилось 103,5 мужчин.
Средний годовой доход домохозяйства составлял 40 865 долларов, а средний годовой доход семьи — 50 104 доллара. Средний доход мужчин — 30 673 доллара, в то время как у женщин — 21 000. Доход на душу населения составил 17 562 доллара. За чертой бедности находились 6,9 % семей и 12,9 % всего населения тауншипа, из которых 24,8 % младше 18 и 6,7 % старше 65 лет.